# Франсуаза Алансонская
Франсуаза Алансонская (фр. Françoise d’Alençon; 1490, Королевство Франция — 14 сентября 1550, Ла-Флеш) — герцогиня де Бомон и дю Мэн с 1543 года. Старшая дочь Рене Алансонского и его жены Маргариты Лотарингской, младшая сестра умершего бездетным Карла IV, герцога Алансонского.

## Биография
Сестра и наследница Карла IV, герцога Алансонского, она была лишена наследства её невесткой Маргаритой Наваррской, сестрой короля Франции Франциска I.
Её сын Антуан де Бурбон, однако, женился на Жанне III, королеве Наварры, рождённой во втором браке Маргариты и Генриха II Наваррского.
Франсуаза д’Алансон скончалась 14 сентября 1550 года в замке Ла-Флеш.

## Браки и дети
1-й муж: с 6 апреля 1505 года (контракт) Франсуа II (ум. 1512), герцог де Лонгвиль;
Дети:
- Рене (1508 — 2 мая 1515) 4-я графиня де Дюнуа, де Танкарвиль и де Монтгомери.
- Жак (ок. 1511—1512)

2-й муж: с 18 мая 1513 года (контракт) Карл IV де Бурбон (1489—1537), герцог Вандом
От этого брака родились 13 детей:
- Луи де Бурбон (23 сентября 1514 — 7 апреля 1516), граф де Марль.
- Мария де Бурбон (29 октября 1515 — 28 сентября 1538)
- Маргарита де Бурбон (26 октября 1516 — 20 октября 1589)[2], в 1538 году вышла замуж за герцога Франциска I Неверского (1516—1561).
- Антуан де Бурбон (22 апреля 1518 — 17 ноября 1562), 2-й герцог де Вандом, король Наварры.
- Франсуа (23 сентября 1519 — 23 февраля 1546), граф д’Энгиен, не был женат.
- Мадлен де Бурбон (3 февраля 1521 — ноябрь 1561), настоятельница монастыря Сен-Круа в Пуатье.
- Луи де Бурбон (3 мая 1522 — 25 июня 1525)
- Карл (22 декабря 1523 — 9 мая 1590), архиепископ Руана, был выдвинут католиками как претендент на престол (Карл X).
- Катрин де Бурбон (18 сентября 1525 — 27 апреля 1594), настоятельница монастыря в Суассоне.
- Рене де Бурбон (6 февраля 1527 — 9 февраля 1583), настоятельница Шелльского монастыря с 1579 года.
- Жан де Бурбон (16 июля 1528 — 10 августа 1557), граф де Суассон и д’Энгиен, герцог д’Эстутвиль с 1557 года, в 1557 году женился на своей кузине Марии, герцогине д’Эстувиль (1539—1601).
- Людовик I Бурбон, принц де Конде (7 мая 1530 — 13 марта 1569), был женат на Элеоноре де Руа. Родоначальник рода Конде, крупный военачальник, участник религиозных войн.
- Элеонора де Бурбон (18 января 1532 — 26 марта 1611), настоятельница Фонтевро с 1575 года.